# 悠仁親王
悠仁親王（日语：／ Hisahito Shinnō；2006年9月6日—），日本皇室成员。秋篠宮文仁親王與文仁親王妃紀子的獨子，今上天皇德仁的皇侄，並被封位為親王。根據現在的皇室典範規定，悠仁親王為日本皇位繼承順位第二順位。其有兩名胞姊，分別是小室真子、佳子内親王。悠仁親王是繼父親秋篠宮文仁親王1965年出生後，41年來日本皇室的第一位男丁，是目前最年少的皇族。作为秋篠宮家的繼承人，目前没有单独的宮號。徽印為高野槙。

## 生平

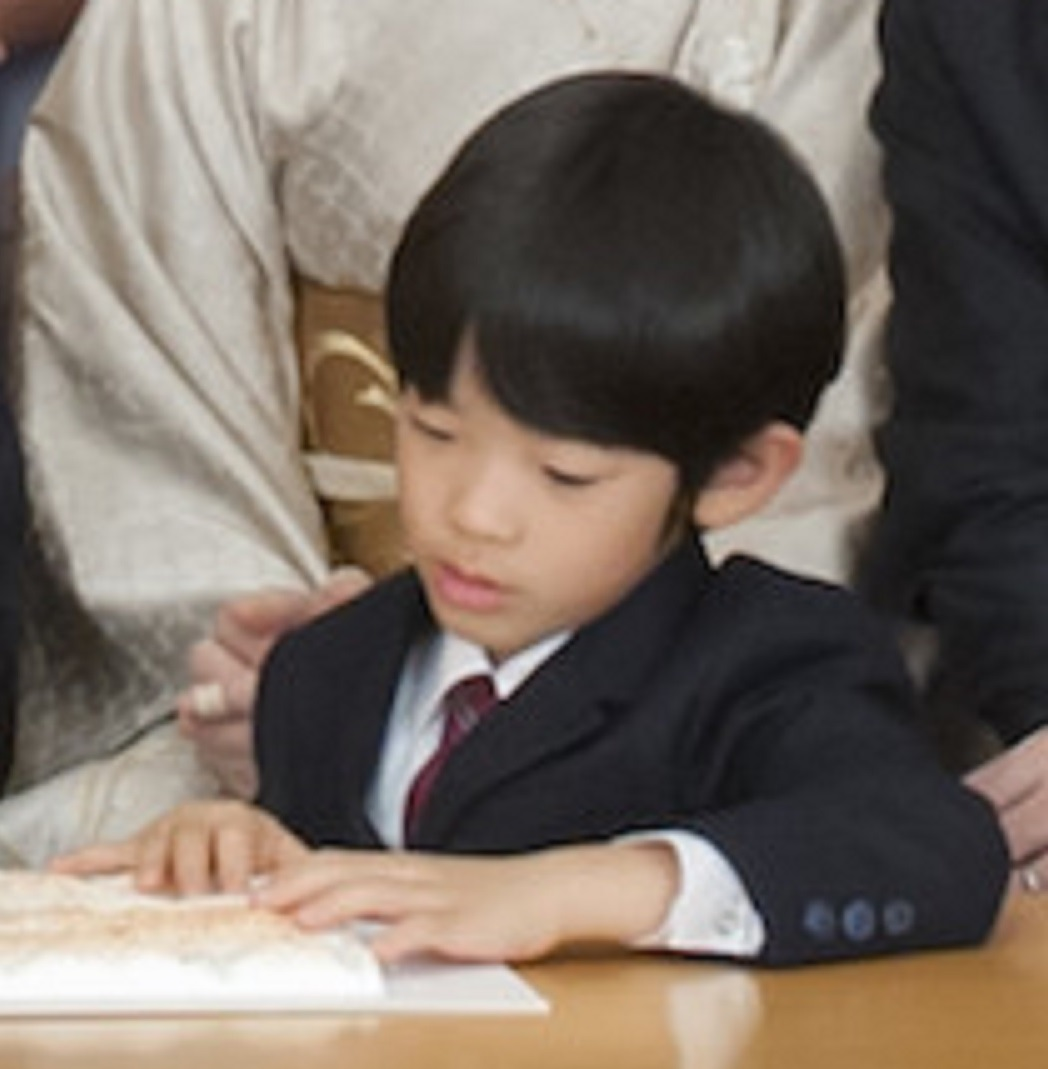
2013年

2006年（平成18年）9月6日上午8:27，在東京都港區南麻布愛育醫院剖腹產出生（协调世界时9月5日23:27）。出生時身長48.8公分，體重2558公克（5.64磅）。
9月12日，他的父親秋篠宮文仁親王在命名之儀中親自命名長子為「悠仁」，期許「能悠然自得地走過長久的人生」。徽印為「高野槙」（日语：／ Kōyamaki），意思是如高野槙一般活得高壯筆直。

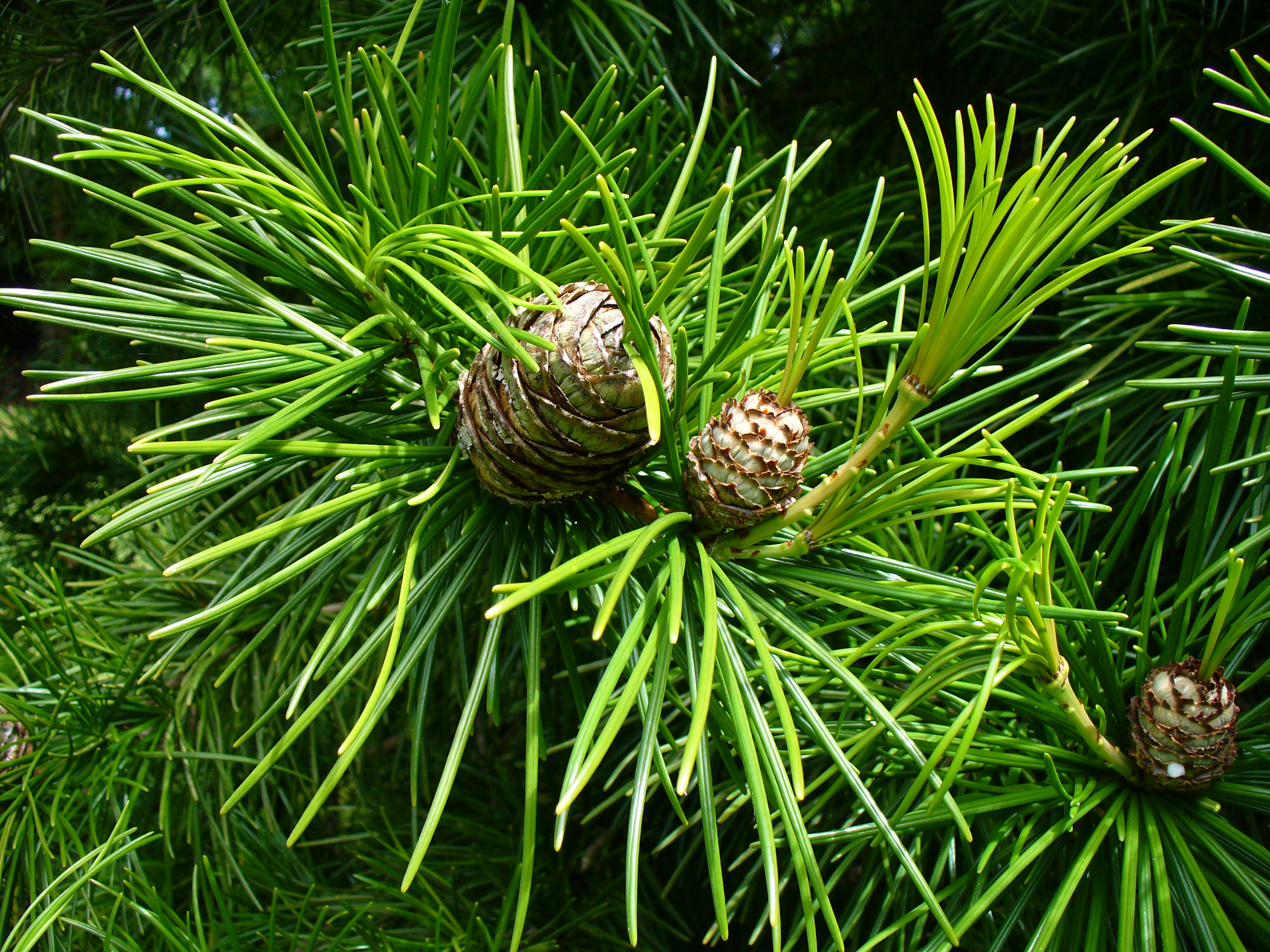
御印所使用的高野槙

2010年（平成22年）4月，進入御茶水女子大學附屬幼稚園就讀。
2011年（平成23年）11月3日，進行著袴之儀。
2013年（平成25年）4月，進入御茶水女子大學附屬小學就讀，是現行皇室典範之下首位在學習院初等科以外就讀的皇族。
2019年（平成31年）4月，进入御茶水女子大学附属中学。同月26日发生了其座位内被放置水果刀的事件。嫌疑犯於同月29日在神奈川县平塚市的一家酒店中被逮捕。
2019年（令和元年）5月1日，随着伯父今上天皇德仁的即位，成为了皇位继承顺位的第2位，第1位为其父秋篠宮文仁親王。
2019年8月與父母一同前往不丹旅行，是悠仁親王的初次海外訪問。
2021年（令和3年），參加北九州市立文學館主辦的文學賞，以「訪問小笠原諸島」為題，獲得中學生部佳作。
2022年2月，被指出作文內容引用不當，招致部分批評。
2022年（令和4年）4月，透過御茶水女子大學附屬中學與筑波大學附屬高中合作之「提攜校進學制度」進入筑波大學附屬高中就讀
。
2024年（令和6年）12月，透過筑波大學「學校推薦型選拔」制度，錄取筑波大學生命環境學群生物學類科系，成為戰後第一位就讀學習院大學外大學的皇室男性成員。
2025年（令和7年）3月3日，舉行成年記者會。預計9月6日19歲生日當天舉行成年式。
2025年（令和7年）4月5日參加筑波大學入學典禮，正式入學。

## 逸事

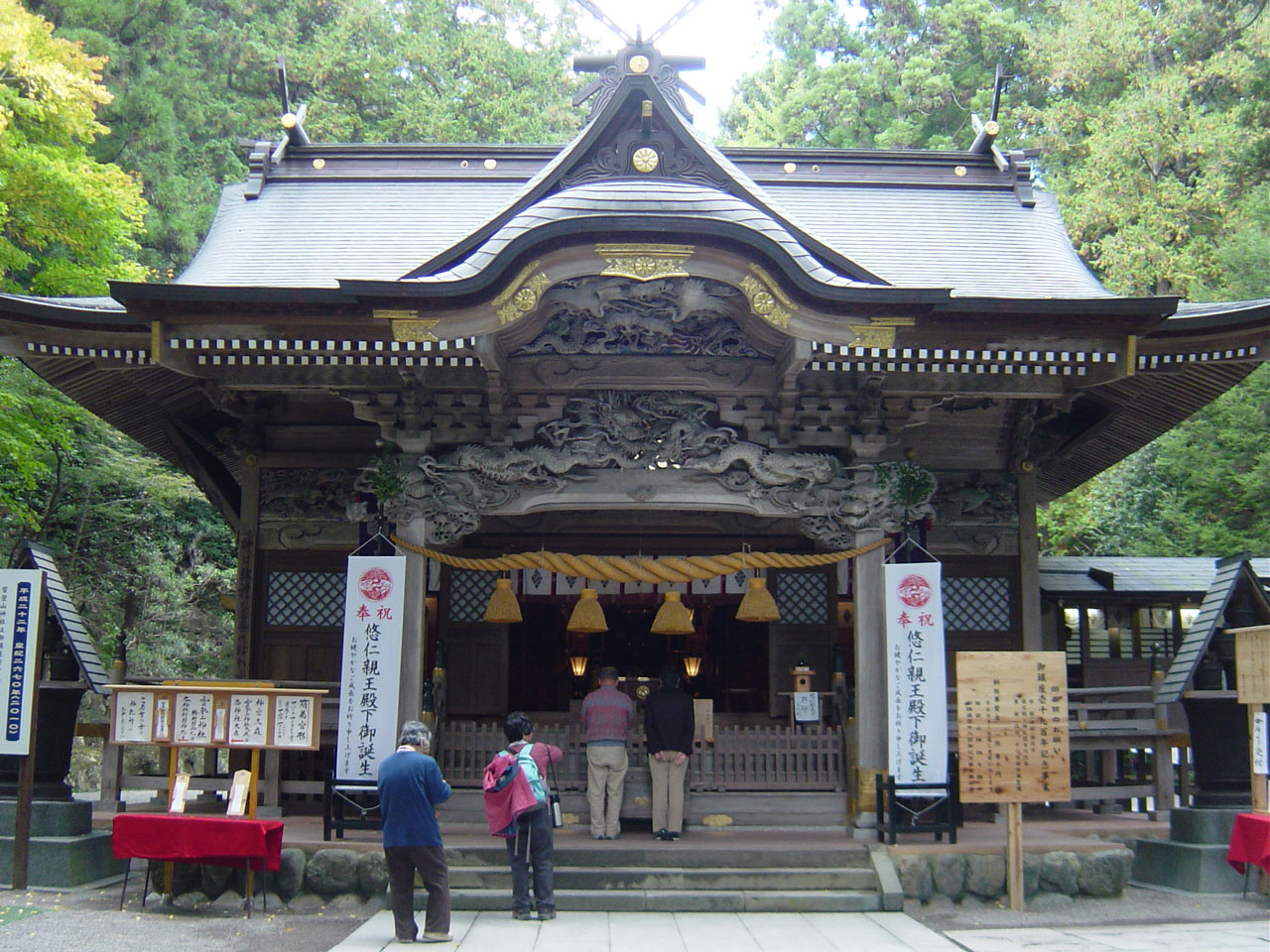
琦玉縣寶登山神社祝賀悠仁親王誕生

悠仁親王誕生時，來自21個國家的元首致賀電給當時的明仁天皇與皇后美智子，另有來自31個國家的元首僅致電給明仁天皇，祝賀皇孫誕生。悠仁親王的誕生也促使「命」被選為2006年（平成18年）的「今年的漢字」，而「悠」則名列第二。

### 祝賀
悠仁親王誕生後，祖父母上皇明仁與上皇后美智子首次探視時，贈送了一雙白色嬰兒鞋作為賀禮。這雙鞋可見於悠仁親王一歲生日紀念照中，擺放於沙發旁的桌上。
2007年（平成19年）8月至9月間，來自土耳其托普卡匹皇宮博物館的國寶「金之搖籃」特別出借至東京都美術館，於「托普卡匹皇宮珍寶展」中展出。此搖籃原本為門外不出之珍寶，因館長厚意而破例展出。
悠仁親王的徽印決定為「高野槙」後，將高野槙列為市樹的岐阜縣中津川市觀光協會製作了印有高野槙照片的宣傳袋。另一方面，南海電氣鐵道作為通往高野槙名稱由來地「高野山」的主要交通工具，則在南海難波站免費發送1000株高野槙苗作為誕生紀念。

### 記帳所
儘管悠仁親王是皇室41年來首位男丁，宮內廳以其屬於「一宮家」為由未設立官方記帳所。不過，各地地方政府與寺社自發設立了祝賀記帳所，包括以下地點：
- 北海道
- 山形縣
- 宮城縣
- 群馬縣
- 埼玉縣
- 滋賀縣
- 大阪府
- 京都府
- 和歌山縣
- 岡山縣
- 德島縣
- 島根縣
- 愛媛縣
- 福岡縣
- 佐賀縣
- 長崎縣
- 熊本縣
- 大分縣
- 宮崎縣
- 鹿兒島縣
- 埼玉縣埼玉市
- 愛媛縣四國中央市
- 出雲大社(島根縣出雲市)
- 北野天滿宮(京都府京都市上京區)
- 善光寺(長野縣長野市)
- 其他

### 國內外媒體報導
悠仁親王誕生獲得國內外多家媒體關注。在有王室制度的英國，BBC以頭條報導此事，並聚焦於日本皇位繼承問題。美國CNN亦以速報方式由駐東京記者宣布：「It's a boy!」。《紐約時報》電子版、《TIME》雜誌、中國新華社、韓國聯合新聞與《朝鮮日報》亦刊出相關報導與特集。日本國內所有主要媒體均報導，其中獨立電視台「三重電視台」更在10:59的廣告時段特設快報節目。

### 運動與體育
- 登山：2010年（平成22年）8月下旬，悠仁親王與父母、姐姐眞子內親王、祖父上皇明仁一起攀登位於輕井澤淺間山附近的石尊山，登頂附近發現高山植物「越橘」，上皇明仁親自向悠仁介紹此植物[17]。
- 大相撲：2017年（平成29年）5月，校外教學前往東京兩國國技館觀看大相撲比賽，並與同學一同品嚐了相撲鍋[18]。
- 羽球：高中加入羽球社，並且參與比賽。為祝賀悠仁親王高中畢業，宮內廳公佈了悠仁親王在羽球社練習的照片[19]。

### 自然
- 稻米與蔬菜：小學時在赤坂御苑開闢稻田，中學後開始進行水稻育種實驗[20]。小學加入了栽培委員會，負責澆灌花壇，也持續於赤坂御苑種植蔬菜和水稻[18]。於成年記者會表示：「雖然有時番茄會被昆蟲啃咬，稻米也會被麻雀吃掉，但當能收穫蔬菜和稻米，與家人一同美味享用時，感到非常開心。」[10]
- 蜻蜓：從小對昆蟲感興趣，尤其是蜻蜓。2024年8月25日，悠仁親王在父母陪同下，接受主辦單位邀請以私人身份參加「國際昆蟲學會議」[21]。開幕式結束後，悠仁親王與父母一同參觀昆蟲研究的海報展示，並在與德國研究人員懇談時，以英語詢問：「其中有多少是日本的物種？」懇談後，仍積極提問，使該研究人員感到驚訝，並表示：「能夠獲得這樣專業的提問並進行科學性的交流，令我非常高興。」

### 其他
- 父親秋篠宮文仁親王暱稱悠仁親王為「ゆうゆう（悠悠）」[22]。祖母上皇后美智子則暱稱悠仁親王為「悠ちゃん（悠醬）」[23]。
- 今上天皇德仁稱呼侄子悠仁親王為「悠仁ちゃん（悠仁醬）」[24]。
- 進入筑波大學前，在警視廳鮫洲駕駛執照考場考取得普通汽車駕照。[25]

## 繼位問題
| 顺位 | 皇位继承資格者 | 读音 | 读音 | 性別 | 生年月日/現年龄             | 生年月日/現年龄 | 与天皇之親戚關係             |
| ---- | -------------- | ---- | ---- | ---- | --------------------------- | --------------- | ---------------------------- |
| 1位  | 秋篠宮文仁親王 |      |      | 男性 | 1965年11月30日 （昭和40年） | 59岁            | 皇弟 / 上皇之第2皇男子       |
| 2位  | 悠仁親王       |      |      | 男性 | 2006年09月06日 （平成18年） | 18岁            | 皇姪 / 秋篠宮文仁親王第1男子 |
| 3位  | 常陸宮正仁親王 |      |      | 男性 | 1935年11月28日 （昭和10年） | 89岁            | 皇叔父 / 昭和天皇第2皇男子   |

根據1947年起修訂並實施的《皇室典範》，皇位只限由皇族男性以及後裔繼承；但是平成時代前期，天皇明仁的兩名嫡子（長子皇太子德仁親王、次子秋篠宮文仁親王）都長期只有女兒，皇室已有四十一年沒有其他可繼承皇位的男性後裔出生，因此悠仁親王在2006年的誕生，使當時醞釀修改《皇室典範》的行動很快就被擱置。
此後幾年，寬仁親王、桂宮宜仁親王與三笠宮崇仁親王等先後過世，皇位繼承人從7人又降到3人；幾位皇室女性也因為下嫁而依法脫離皇室。在不修訂《皇室典範》的情況下，為了允許天皇明仁退位，2017年新訂的特別法裡，同時要求日本政府討論皇族女性婚後仍保有皇族身分的可行性，但不涉及其皇位繼承權。

## 譜系圖
|  |  | (122)明治天皇 | (122)明治天皇 | (122)明治天皇 | (122)明治天皇 | (122)明治天皇 | (122)明治天皇 |  |  | (123)大正天皇 | (123)大正天皇 | (123)大正天皇 | (123)大正天皇 | (123)大正天皇 | (123)大正天皇 |  |  | (124)昭和天皇      | (124)昭和天皇      | (124)昭和天皇      | (124)昭和天皇      | (124)昭和天皇      | (124)昭和天皇      |  |  | (125)上皇（明仁）  | (125)上皇（明仁）  | (125)上皇（明仁）  | (125)上皇（明仁）  | (125)上皇（明仁）  | (125)上皇（明仁）  |  |  | (126)今上天皇（德仁）  | (126)今上天皇（德仁）  | (126)今上天皇（德仁）  | (126)今上天皇（德仁）  | (126)今上天皇（德仁）  | (126)今上天皇（德仁）  |  |  |          |          |          |          |          |          |  |  |
|  |  | (122)明治天皇 | (122)明治天皇 | (122)明治天皇 | (122)明治天皇 | (122)明治天皇 | (122)明治天皇 |  |  | (123)大正天皇 | (123)大正天皇 | (123)大正天皇 | (123)大正天皇 | (123)大正天皇 | (123)大正天皇 |  |  | (124)昭和天皇      | (124)昭和天皇      | (124)昭和天皇      | (124)昭和天皇      | (124)昭和天皇      | (124)昭和天皇      |  |  | (125)上皇（明仁）  | (125)上皇（明仁）  | (125)上皇（明仁）  | (125)上皇（明仁）  | (125)上皇（明仁）  | (125)上皇（明仁）  |  |  | (126)今上天皇（德仁）  | (126)今上天皇（德仁）  | (126)今上天皇（德仁）  | (126)今上天皇（德仁）  | (126)今上天皇（德仁）  | (126)今上天皇（德仁）  |  |  |          |          |          |          |          |          |  |  |
|  |  |               |               |               |               |               |               |  |  |               |               |               |               |               |               |  |  |                    |                    |                    |                    |                    |                    |  |  |                    |                    |                    |                    |                    |                    |  |  |                        |                        |                        |                        |                        |                        |  |  |          |          |          |          |          |          |  |  |
|  |  |               |               |               |               |               |               |  |  |               |               |               |               |               |               |  |  | （秩父宮）雍仁親王 | （秩父宮）雍仁親王 | （秩父宮）雍仁親王 | （秩父宮）雍仁親王 | （秩父宮）雍仁親王 | （秩父宮）雍仁親王 |  |  | （常陸宮）正仁親王 | （常陸宮）正仁親王 | （常陸宮）正仁親王 | （常陸宮）正仁親王 | （常陸宮）正仁親王 | （常陸宮）正仁親王 |  |  | （秋篠宮）皇嗣文仁親王 | （秋篠宮）皇嗣文仁親王 | （秋篠宮）皇嗣文仁親王 | （秋篠宮）皇嗣文仁親王 | （秋篠宮）皇嗣文仁親王 | （秋篠宮）皇嗣文仁親王 |  |  | 悠仁親王 | 悠仁親王 | 悠仁親王 | 悠仁親王 | 悠仁親王 | 悠仁親王 |  |  |
|  |  |               |               |               |               |               |               |  |  |               |               |               |               |               |               |  |  | （秩父宮）雍仁親王 | （秩父宮）雍仁親王 | （秩父宮）雍仁親王 | （秩父宮）雍仁親王 | （秩父宮）雍仁親王 | （秩父宮）雍仁親王 |  |  | （常陸宮）正仁親王 | （常陸宮）正仁親王 | （常陸宮）正仁親王 | （常陸宮）正仁親王 | （常陸宮）正仁親王 | （常陸宮）正仁親王 |  |  | （秋篠宮）皇嗣文仁親王 | （秋篠宮）皇嗣文仁親王 | （秋篠宮）皇嗣文仁親王 | （秋篠宮）皇嗣文仁親王 | （秋篠宮）皇嗣文仁親王 | （秋篠宮）皇嗣文仁親王 |  |  | 悠仁親王 | 悠仁親王 | 悠仁親王 | 悠仁親王 | 悠仁親王 | 悠仁親王 |  |  |
|  |  |               |               |               |               |               |               |  |  |               |               |               |               |               |               |  |  |                    |                    |                    |                    |                    |                    |  |  |                    |                    |                    |                    |                    |                    |  |  |                        |                        |                        |                        |                        |                        |  |  |          |          |          |          |          |          |  |  |
|  |  |               |               |               |               |               |               |  |  |               |               |               |               |               |               |  |  | （高松宮）宣仁親王 | （高松宮）宣仁親王 | （高松宮）宣仁親王 | （高松宮）宣仁親王 | （高松宮）宣仁親王 | （高松宮）宣仁親王 |  |  | 寬仁親王           | 寬仁親王           | 寬仁親王           | 寬仁親王           | 寬仁親王           | 寬仁親王           |  |  |                        |                        |                        |                        |                        |                        |  |  |          |          |          |          |          |          |  |  |
|  |  |               |               |               |               |               |               |  |  |               |               |               |               |               |               |  |  | （高松宮）宣仁親王 | （高松宮）宣仁親王 | （高松宮）宣仁親王 | （高松宮）宣仁親王 | （高松宮）宣仁親王 | （高松宮）宣仁親王 |  |  | 寬仁親王           | 寬仁親王           | 寬仁親王           | 寬仁親王           | 寬仁親王           | 寬仁親王           |  |  |                        |                        |                        |                        |                        |                        |  |  |          |          |          |          |          |          |  |  |
|  |  |               |               |               |               |               |               |  |  |               |               |               |               |               |               |  |  |                    |                    |                    |                    |                    |                    |  |  |                    |                    |                    |                    |                    |                    |  |  |                        |                        |                        |                        |                        |                        |  |  |          |          |          |          |          |          |  |  |
|  |  |               |               |               |               |               |               |  |  |               |               |               |               |               |               |  |  | （三笠宮）崇仁親王 | （三笠宮）崇仁親王 | （三笠宮）崇仁親王 | （三笠宮）崇仁親王 | （三笠宮）崇仁親王 | （三笠宮）崇仁親王 |  |  | （桂宮）宜仁親王   | （桂宮）宜仁親王   | （桂宮）宜仁親王   | （桂宮）宜仁親王   | （桂宮）宜仁親王   | （桂宮）宜仁親王   |  |  |                        |                        |                        |                        |                        |                        |  |  |          |          |          |          |          |          |  |  |
|  |  |               |               |               |               |               |               |  |  |               |               |               |               |               |               |  |  | （三笠宮）崇仁親王 | （三笠宮）崇仁親王 | （三笠宮）崇仁親王 | （三笠宮）崇仁親王 | （三笠宮）崇仁親王 | （三笠宮）崇仁親王 |  |  | （桂宮）宜仁親王   | （桂宮）宜仁親王   | （桂宮）宜仁親王   | （桂宮）宜仁親王   | （桂宮）宜仁親王   | （桂宮）宜仁親王   |  |  |                        |                        |                        |                        |                        |                        |  |  |          |          |          |          |          |          |  |  |
|  |  |               |               |               |               |               |               |  |  |               |               |               |               |               |               |  |  |                    |                    |                    |                    |                    |                    |  |  |                    |                    |                    |                    |                    |                    |  |  |                        |                        |                        |                        |                        |                        |  |  |          |          |          |          |          |          |  |  |
|  |  |               |               |               |               |               |               |  |  |               |               |               |               |               |               |  |  |                    |                    |                    |                    |                    |                    |  |  | （高圓宮）憲仁親王 |                    |                    |                    |                    |                    |  |  |                        |                        |                        |                        |                        |                        |  |  |          |          |          |          |          |          |  |  |
|  |  |               |               |               |               |               |               |  |  |               |               |               |               |               |               |  |  |                    |                    |                    |                    |                    |                    |  |  |                    |                    |                    |                    |                    |                    |  |  |                        |                        |                        |                        |                        |                        |  |  |          |          |          |          |          |          |  |  |

## 荣誉

### 外国勋章奖章
- 荷蘭
  -  王室大十字级奥兰治-拿骚勋章（2014年10月25日公布[35]）